# Gul fjällsippa
Gul fjällsippa (Dryas drummondii) är en rosväxtart som beskrevs av John Richardson och William Jackson Hooker. Gul fjällsippa ingår i Fjällsippssläktet som ingår i familjen rosväxter.

## Underarter
Arten delas in i följande underarter:
- D. d. eglandulosa
- D. d. tomentosa

## Bildgalleri

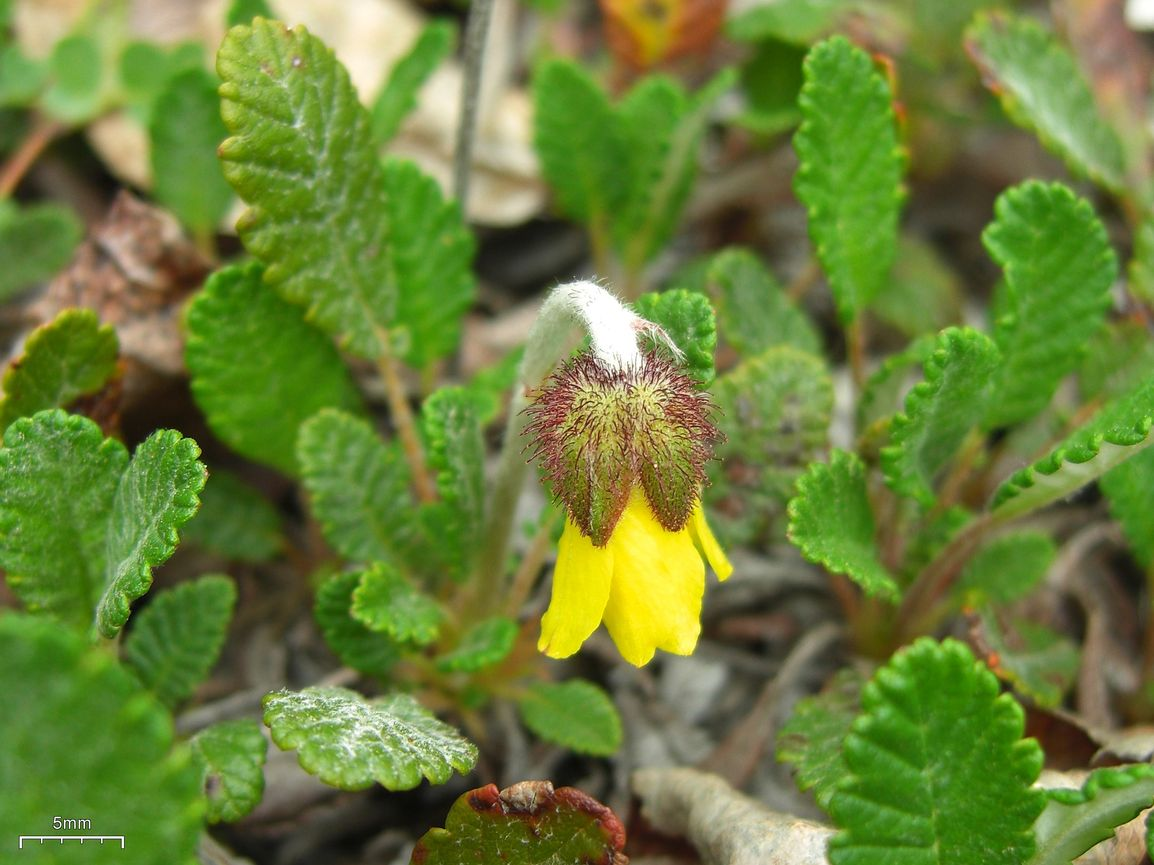
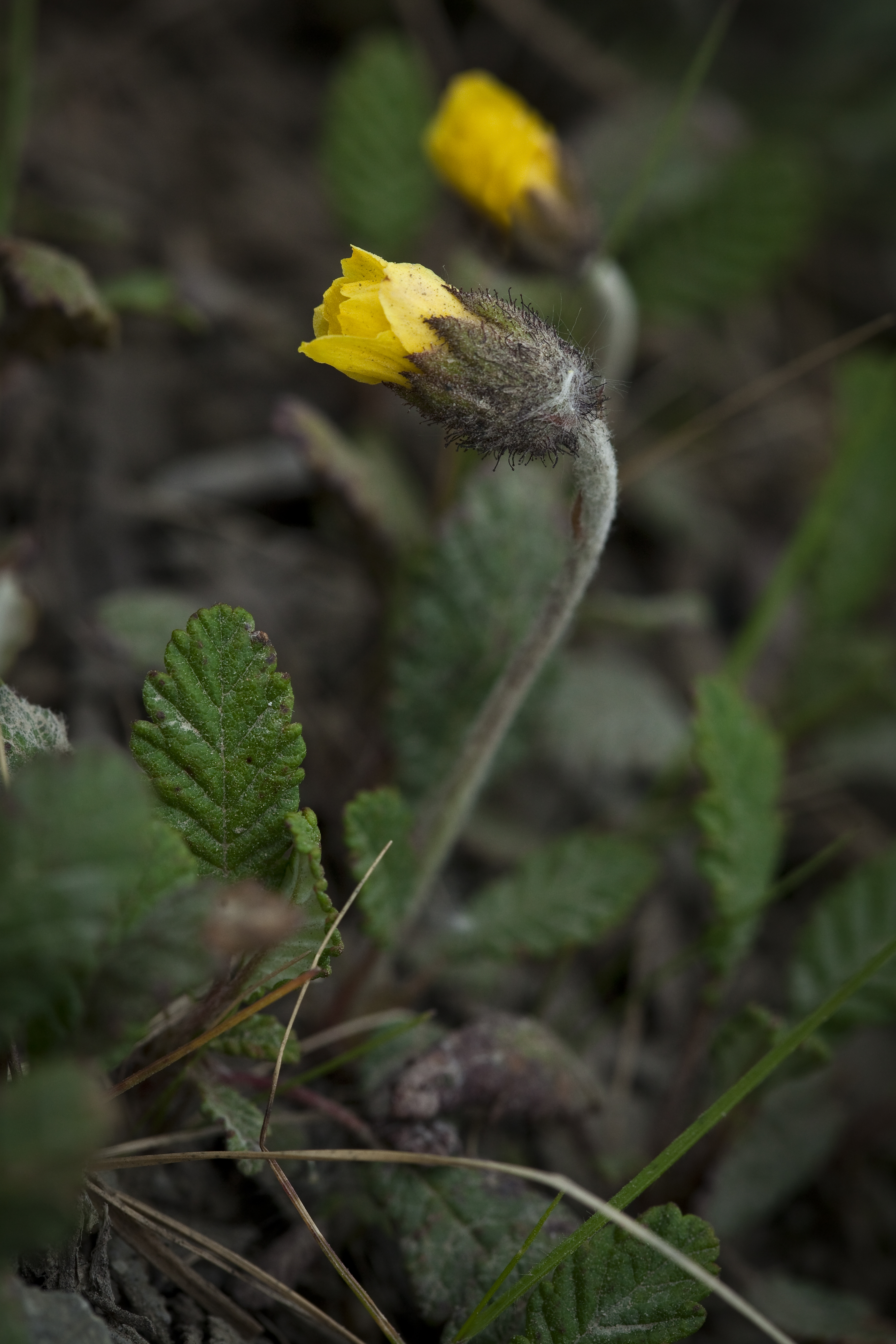